# 中级人民法院
中级人民法院，是中华人民共和国通常设立在地级行政区的地方审判机关，是中华人民共和国第二层级的人民法院。中级人民法院审理的第一审案件的上诉法院为高级人民法院。

## 法律依据
依据《中华人民共和国人民法院组织法》第二十二条之规定，中级人民法院包括：

　　（一）省、自治区辖市的中级人民法院；

　　（二）在直辖市内设立的中级人民法院；

　　（三）自治州中级人民法院；

　　（四）在省、自治区内按地区设立的中级人民法院。
该条文第二项“在直辖市内设立的中级人民法院”指北京市第一中级人民法院等管辖多个特定市辖区的直辖市第X中级人民法院。第四项中“地区”应做广义解释，既包括新疆维吾尔自治区喀什地区中级人民法院、内蒙古自治区兴安盟中级人民法院等设立在地区行政公署（盟行政公署）驻地的中级人民法院，又包括湖北省汉江中级人民法院、海南省第一中级人民法院等省、自治区内无对应地级行政区划的中级人民法院。与部分基层人民法院的设立缺乏法律依据不同，中级人民法院的设立具有相对充分的法律依据。

## 管辖范围
依据《中华人民共和国人民法院组织法》第二十三条之规定，中级人民法院管辖下列案件：

　　（一）法律规定由其管辖的第一审案件；

　　（二）基层人民法院报请审理的第一审案件；

　　（三）上级人民法院指定管辖的第一审案件；

　　（四）对基层人民法院判决和裁定的上诉、抗诉案件；

　　（五）按照审判监督程序提起的再审案件。
第一项中“法律规定由其管辖的第一审案件”包括：

### 刑事诉讼
依据《中华人民共和国刑事诉讼法》第二十一条之规定，中级人民法院管辖下列第一审刑事案件：

　　（一）危害国家安全、恐怖活动案件；

　　（二）可能判处无期徒刑、死刑的案件。

### 民事诉讼
依据《中华人民共和国民事诉讼法》第十九条之规定，中级人民法院管辖下列第一审民事案件：

　　（一）重大涉外案件；

　　（二）在本辖区有重大影响的案件；

　　（三）最高人民法院确定由中级人民法院管辖的案件。

### 行政诉讼
依据《中华人民共和国行政诉讼法》第十五条之规定，中级人民法院管辖下列第一审行政案件：

　　（一）对国务院部门或者县级以上地方人民政府所作的行政行为提起诉讼的案件；

　　（二）海关处理的案件；

　　（三）本辖区内重大、复杂的案件；

　　（四）其他法律规定由中级人民法院管辖的案件。

## 组织架构
依据《中华人民共和国人民法院组织法》第二十三条之规定，中级人民法院由院长一人，副院长、庭长、副庭长和审判员若干人组成。设立刑事审判庭、民事审判庭、经济审判庭，根据需要可以设其他审判庭（如行政审判庭等）。中级人民法院设立审判委员会和党组，中级人民法院党组接受地级行政区政法委员会的领导。
中级人民法院机构规格为副地厅级单位。特别地，直辖市、副省级市中级人民法院机构规格为正地厅级（内设机构为正处级）。根据《中共中央办公厅关于加强地方各级法院、检察院干部配备的通知》（中办发〔1985〕47号）规定，中级人民法院院长的行政级别标配为副地厅级。《中共中央关于进一步加强人民法院、人民检察院工作的决定》（中发〔2006〕11号），中级人民法院可以按同级党政部门副职规格和条件配备两名左右的审判委员会专职委员。根据《法官职务序列设置暂行规定》（中组发〔2011〕18号），中级人民法院院长为二级高级法官（副厅级）；副院长设置三级高级法官（正处级）或四级高级法官（副处级）；审判委员会委员设置四级高级法官（副处级）或一级法官（正厅级）；内设机构行政级别为正科级。此外，直辖市中级人民法院设置院长为一级高级法官（正厅级）；副院长为二级高级法官（副厅级）；审判委员会委员设置二级高级法官（副厅级）、三级高级法官（正处级）；内设机构为正处级。副省级市中级人民法院院长为一级高级法官（正厅级）；副院长设置二级高级法官（副厅级）或三级高级法官（副局正处级）；审判委员会委员为三级高级法官（正处级）；内设机构为正处级。